# スティーヴ・ジョーンズ
スティーヴ・ジョーンズ（Stephen Philip Jones、1955年9月3日 - ）は、イギリスのパンク・ロックバンド、セックス・ピストルズのギタリスト。
2011年、「ローリング・ストーンの選ぶ歴史上最も偉大な100人のギタリスト」において第97位。

## 来歴
ジョーンズはロンドンで生まれ、シェパーズ・ブッシュで成長した。ジョニー・ロットンのバンド参加前は、ボーカルも担当していた。
元々は、友人のポール・クックらと一緒に、窃盗行為を繰り返す典型的な不良少年で、ローリング・ストーンズのキース・リチャーズの家に忍び込み、ギターやアンプ、高級コートなどを盗んだこともあったという。マルコム・マクラーレンのブティック「セックス」にたむろしていたところ、ピストルズの前身バンド「スワンカーズ」（マルコム・マクラーレンにより後に「QTジョーンズ&セックス・ピストルズ」に改名）にクックとともに参加。次いでセックス・ピストルズを設立する。
ジョーンズは、いわゆるロックンローラータイプで、敬愛するロッド・スチュワート&フェイセズのような曲を演奏したかったという。しかし、新たに参加したジョニー・ロットンがバンドの中心人物になるにつれ、バンドの性格も「アンチ・ロックスター」的色彩を帯び、自身の思惑との乖離が生じていった。それでも、ピストルズの人気上昇と共に、ギターの腕前を上げ、アルバム「勝手にしやがれ」では重層的なギターサウンドを披露し、ギターヒーローとしての本領を発揮した。
ピストルズ解散後は、ブラジルでロニー・ビッグスらとレコーディングを行うなどした後、親友のクックと「プロフェッショナルズ」を結成、しかし、まったくといっていいほど人気は出ず、ピストルズはやはりロットンとシド・ヴィシャスに負うところが大きかったことを思い知らされることとなった。
また、当時、イギリスの労働者階級の圧倒的支持を得ていたシャム69のリーダー、ジミー・パーシーとジョーンズ、クックがセッションを繰り返したところから、「ピストルズとシャム69、世紀の合体か!?」の噂が大々的に流れた。しかし、結局は両雄並び立たずで（ジョーンズ曰く「ジミー・パーシーはジョニー・ロットンよりクソだった」）噂のまま終わった。
その後はスタジオ・ミュージシャン的な仕事もしており、ジョニー・サンダースやフィル・ライノット、アンディ・テイラーなどとも親交があった。しかし、ピストルズの解散自体は、本人にとって、やはり無念であったようである。解散当初、アダム&ジ・アンツのアダムに「ピストルズがなくなっちまった。どうしようか、アダム」と語っている。また、心の空白を満たすため、ヘロインに手を出したが、これも長くは続かなかったらしい。
1987年、初のソロ・アルバム『マーシー』をMCAレコードからリリースした。続く『ファイアー&ガソリン』（1989年）にはザ・カルトのメンバーやアクセル・ローズ（ガンズ・アンド・ローゼズ）がゲスト参加し、更にニッキー・シックス（モトリー・クルー）がソングライティングに貢献した。
1995年には、ガンズ・アンド・ローゼズのダフ・マッケイガンやマット・ソーラム、デュラン・デュランのジョン・テイラーと共にニューロティック・アウトサイダーズを結成し、1996年にはアルバム『ニューロティック・アウトサイダーズ』を発表した。また、hideを中心に結成されたzilchにも参加している。
2004年から2009年まで、ロサンゼルスのラジオ局Indie 103.1の番組「Jonesy's Jukebox」でパーソナリティを務めた。

## 人物
元々、何かにのめり込むタイプのようで、ウェイトリフティングに傾倒することもあった。90年代中盤以降は、元パンクとは思えないような長髪にしていたこともあり、ジョニー・ロットンに「あいつのロン毛ったら、自分の髪の毛で自分のキンタマをくすぐれるくらい長いんだぜ」と評されている。
ピストルズ時代は、ハンカチの四隅を括って帽子状にしたものを被って演奏することが多かった。癖毛であり、他のメンバーのようなスパイキーヘアに出来なかったための苦肉の策であったという。

## ディスコグラフィ

### ソロ・アルバム
- マーシー - Mercy（1987年）
- ファイアー&ガソリン - Fire and Gasoline（1989年）

### ザ・プロフェッショナルズ
- The Professionals（1980年）
- 炸裂 - I Didn't See It Coming（1981年）

### チェッカード・パスト
- Chequered Past（1984年）

### ニューロティック・アウトサイダーズ
- ニューロティック・アウトサイダーズ - Neurotic Outsiders（1996年）

## 著書
- Lonely Boy: Tales from a Sex Pistol（2017年）
  - 川田倫代 訳『ロンリー・ボーイ ア・セックス・ピストル・ストーリー』イースト・プレス、2022年2月。ISBN 978-4781620480。